# Чувашки държавен институт за култура и изкуство
Чувашки държавен институт за култура и изкуство (на руски: Чувашский государственный институт культуры и искусств) е висше училище в град Чебоксари, Република Чувашия, Руска федерация.
Ректор на института е Наталья Баскакова. Основан е през 2000 година. Институтът се състои от 3 факултета:
- Факултет по сценични изкуства
- Факултет по културата
- Факултет по допълнително образование